# 九戶村
九戶村（日语：／ Kunohe mura */?）是位於日本岩手縣北部的村，隸屬於九戶郡。瀨月内川流經村落中心並往北流，當地人口多集中在國道340號的沿線地區。九戶村在對外通勤與就學方面多依賴西北邊的二戶市。當地以生產甘茶和木炭等農產品為主，為日本主要的甘茶生產地之一。而九戶村也是戰國時代的武將九戶政實的出生地。
坐落於村內的折爪岳山頂附近棲息著許多姬螢，每年夏季都有超過100萬隻的螢火蟲在夜間飛舞。當地在7月中旬至下旬會舉辦螢火蟲的觀賞會。而折爪岳也被指定為日本的天然紀念物。

## 地理
九戶村境內約74.1%的面積被森林覆蓋，14%的土地為農業用地。西側為坐落於西北部的折爪岳向南延伸的陡峭山岳，並且與鄰近瀨月内川的丘陵地帶相連；東部則是被起伏較平緩的山岳所包圍的盆地。

### 氣候
九戶村屬於內陸性氣候，但由於其地理位置鄰近太平洋，因此也受到太平洋側氣候的影響。當地氣候較為涼爽，年均溫約10.1℃，年降雨量則約1129毫米。夏季時三陸沿海地區經常受到山背吹拂，對當地的農作物生長造成影響。

## 歷史
九戶村自繩紋時代早期便有人類居住，村内的遺跡曾出土石器、土器與翡翠等文物。建久2年（1191年），南部氏的家祖南部光行及其第六子九戶行連從甲州（現今的山梨縣）乘船抵達八戶。之後九戶行連從南部氏分家並自稱為九戶氏，並且據說定居在當地的長興寺。安土桃山時代，九戶氏第11代當家九戶政實因南部氏本家的繼承問題而引發九戶政實之亂。天正19年（1591年），九戶政實被豐臣秀吉派去平定奧州一揆的大軍擊敗。江戶時代，九戶地區列為八戶藩的領地，並由八戶藩統治至明治初期。
明治6年（1873年），九戶地區的9個村落合併成伊保内村。明治22年（1889年），日本在當地實施町村制，並將中間曾再度分離的9個村落合併成戶田村、伊保内村與江刺家村。昭和30年（1955年），戶田村、伊保內村與江刺家村合併成現今的九戶村。

## 行政
現任村長大久保勝彥於2024年4月在選舉中當選，其任期將持續至2028年4月。

## 經濟
根據日本2015年的國勢調查統計，九戶村的就業人口中有32.3%從事第一級產業，24.3%的就業人口從事第二級產業，其餘的43.4%則從事第三級産業。當地也有傳承南部箪笥與南部箒等傳統工藝。

## 教育
九戶村内共有5所小學校、1所中學校與1所高等學校。根據2020年的統計，境內的小學校學生總人數為228名，中學校則共有130名學生。

## 交通
國道340號以南北走向穿越九戶村，八戶自動車道則通過北部地區，並在該地區設置九戶交流道。村內沒有鐵路通過，距離九戶村最近的車站是JR東日本東北新幹線的二戶車站。